# Ghomálá’ jezik
Ghomálá’ jezik (baloum, bamileke-bandjoun, bandjoun, banjoun-baham, banjun, batie, mahum, mandju; ISO 639-3: bbj), jedan od deset bamileke jezika, šire skupine mbam-nkam, kojim govori 260 000 ljudi (1982 SIL) u kamerunskoj provinciji West.
Govori se cijeli niz dijalekata i pod-dijalekata: ghomálá’ centralni (bandjoun, jo, we, hom, yogam, baham), ghomálá’ sjeverni (fusap, lang), ghomálá’ južni (te, pa, dengkwop), ngemba (bamenjou, fu’da, sa, monjo, meka, mugum). Bameka, bansoa i balessing su pod-dijalekti južnog ghomálá’; sjeverni ghomálá’ ima 2 pod-dijalekta; centralni ghomálá’ 4; i ngemba 5. Pismo: latinica.

## Vanjske poveznice
- Ethnologue (14th)
- Ethnologue (15th)